# Alberto Zacharias Toron
Alberto Zacharias Toron (5 de março de 1959) é um advogado criminalista brasileiro, detentor de um mestrado e um doutoramento em direito penal, pela USP e professor licenciado de direito penal da FAAP-SP.

## Biografia
Foi conselheiro, por São Paulo, no Conselho Federal da OAB, em Brasília e foi secretário-geral-adjunto do Conselho Federal da OAB. Foi presidente da Comissão Nacional de Prerrogativas da Ordem dos Advogados do Brasil, vice-presidente Comissão Nacional de Defesa e Valorização da Advocacia e membro efetivo da Comissão de Estudo da Reforma do Processo Penal e da Lei de Execuções Penais e da Comissão de Estudo e Edição de Provimento para o Preenchimento dos Cargos de Representante da OAB junto ao Conselho Nacional de Justiça e ao CNMP, e foi relator, perante o Conselho Pleno da OAB, das proposições legislativas que integram o chamado pacote antiviolência, aprovado, em caráter terminativo, pela Comissão de Constituição, Justiça e Cidadania do Senado Federal. Foi, também, presidente do Instituto Brasileiro de Ciências Criminais, e do Conselho Estadual de Entorpecentes .

## Principais Trabalhos
Atuou na defesa do médium acusado de abusar sexualmente de mais de trezentas mulheres, João de Deus, dos juízes Nicolau dos Santos Neto e João Carlos da Rocha Mattos (Operação Anaconda), bem como na acusação contra Suzane Richtofen. Está entre os 10 advogados criminalistas mais admirados no Brasil, segundo a Análise Advocacia 2011 - Os Mais Admirados do Direito, com base em respostas de mais de 1.500 empresas brasileiras .
Defendeu o ex-presidente da Caixa Econômica Federal, Jorge Mattoso, que entregou a Palocci o extrato obtido com quebra ilegal de sigilo de Francenildo dos Santos Costa, o Nildo, e atuou também na defesa do deputado João Paulo Cunha (PT-SP).
Foi o advogado de Carlos Martins, chefe do escritório de "private banking" do Credit Suisse em São Paulo, numa acusação de lavagem de dinheiro e remessa ilegal de divisas..
Em 2006 defendeu, durante reunião do Conselho Federal da OAB, a criação do juiz corregedor da Polícia Federal, propondo a criação do cargo ao presidente do Superior Tribunal de Justiça (STJ) e ao Conselho da Justiça Federal (CJF). Segundo Toron, a Justiça deve criar um órgão que receba as representações e críticas por parte daqueles que se sentirem lesados pela PF.
Foi o autor da proposta, aprovada pelo  Pleno do Conselho Federal da OAB em junho de 2006, do ajuizamento no Supremo Tribunal Federal de um pedido de edição de Súmula Vinculante que garanta o acesso dos advogados ao inquérito policial, mesmo quando tramita em sigilo.
É autor dos livros Direito Penal Empresarial (1990), Inviolabilidade penal dos vereadores (2004) e "Prerrogativas Profissionais dos Advogados" (2006); além de diversos artigos publicados em revistas especializadas de Direito, tais como Os Novos Crimes Hediondos (lei n. 9.677/98) e a Progressão no Regime Prisional Diante das Leis do Crime Organizado e da Tortura.  Revista do Advogado, São Paulo, n.53, p. 49-57, out. 1998), Crimes hediondos e sursis jurisprudencia comentada (Revista Brasileira de Ciências Criminais, São Paulo, v.5, n.20, p. 349-353, out./dez. 1997), e muitos outros.
Em junho de 2012, atuava na defesa de João Paulo Cunha no caso do Mensalão.
Por sua sugestão, o Conselho Federal da Ordem dos Advogados do Brasil aprovou em 31 de outubro de 2006, por unanimidade, um 'voto de repúdio ao uso indiscriminado de algemas pela Polícia Federal'..
No episódio da Operação Satiagraha, na semana posterior à prisão de Dantas, escreveu na Folha de S. Paulo um artigo sob o título Ainda há juízes no Brasil!, no qual classificou a operação policial de um nefasto processo de violência estatal, e defendeu a independência do ministro Gilmar Mendes..
Quando Toron atuou como advogado de defesa do juiz Lalau, em 2001, foi acusado pelo apresentador de TV Boris Casoy de ter seus honorários pagos com dinheiro roubado: ""como eles têm bons advogados, pagos, aliás, com dinheiro rapinado de todos nós, acabam saindo ilesos" (...) "sem voz, sem grandes advogados, sem o Dr. Toron, os pobres acabam mofando nas masmorras brasileiras". Considerou-se injuriado por Casoy porque, segundo Toron, dedicou parte de sua vida ao atendimento de pessoas carentes, e seu trabalho de defesa dos envolvidos no caso TRT seria meramente profissional. Toron processou o jornalista por calúnia. Boris Casoy foi absolvido pela Sexta Turma do Superior Tribunal de Justiça, que decidiu que o jornalista apenas exerceu a liberdade de imprensa ao criticar a defesa de Nicolau.
No início de 2012, Alberto Toron lançou sua pre-candidatura à presidência da seccional paulista da Ordem dos Advogados do Brasil, se opondo à linha adotada pelo então presidente da época Luiz Flávio Borges D’Urso..
Em maio de 2017 o Ministério Público Federal acatou delação premiada de Joesley Batista, presidente do grupo JBS, em que este afirmava que o então presidente do PSDB, Aécio Neves, pediu R$ 2 milhões em propina para pagar os honorários do advogado Alberto Toron, que fazia a sua defesa nos processos da operação lava-jato.

## Artigos publicados
- Repressão penal ameaça garantias constitucionais. Brasília: Associação Brasileira de Advogados, 28 de julho de 2008
- TORON, Alberto Zacharias. Ainda há juízes no Brasil! São Paulo: Opinião: Tendências e Debates, Folha de S. Paulo, 13 de julho de 2008